# Nasr (misil)
El Hatf IX ( "Venganza IX" ) o Nasr (urdu: نصر ), es un sistema de misiles balísticos tácticos de propulsor sólido desarrollado por el Complejo de Desarrollo Nacional (NDC) de Pakistán.
El ISPR describió el sistema como un "misil balístico multitubo" porque el vehículo de lanzamiento lleva múltiples misiles. Su existencia se reveló después de una prueba en 2011 y parece haber entrado en servicio después de pruebas adicionales en 2013.